# Réserve naturelle de Kvisleflået et Hovdlia
La réserve naturelle de Kvisleflået et Hovdlia est une réserve naturelle norvégienne située dans la commune d'Engerdal, Hedmark. La réserve naturelle est située à proximité de la frontière suédoise, à l'est de la route 26, au sud-est de Drevsjø.
La réserve a été créée en 1981 sous le nom de réserve naturelle de Kvisleflået  et avec une superficie de 33 km2; elle a été élargie et renommée en 2005 dans le cadre d'un plan de protection de la forêt et atteint désormais 56,8 km2. 
La réserve a été reconnue site ramsar en 2002, en raison des zones de marécages importantes pour la migration des oiseaux. Le paysage est un ensemble complexe de pins sylvestres (dont une grande partie sont anciens ou morts), de marais et d'étangs. et c'est un important biotope pour des espèces comme le chevalier aboyeur et le courlis corlieu. De plus cygnes et bécasseaux viennent y couver. 